# Lajos Bíró (zoolog)
Lajos Bíró (n. 28 august 1856, Tășnad – d. 2 septembrie 1931, Fiume) a fost un zoolog maghiar.

## Biografie
S-a născut în 28 august 1856 la Tășnad. Primii 6 ani de școală îi face în orașul natal, perioadă în care îl are ca învățător pe Török Ferenc, care-i descoperă pasiunea pentru natură și viețuitoarele ei. Urmează gimnaziul și anii de liceu la Zalău, susținându-și bacalaureatul în anul 1875. Se înscrie la Facultatea de Teologie din Debrecen, din motive financiare, dar pasiunea lui pentru insecte este tot mai vie, fiind tot mai preocupat de științele naturii. În anul 4 de studiu se mută la Facultatea de Teologie din Budapesta pentru a fi mai aproape de Muzeul Național, facultatea pe care nu va reuși să o termine niciodată.
Se va ocupa în continuare de studiul faunei din Carpați, cu accent pe insecte. Va ajunge în Făgăraș, Retezat, zona Munților Karst din Croația, peșterile din zona Crișului Repede, începe să studieze biospeologia fiind un pionier în acest domeniu. Își adună o bogată colecție de insecte (peste 20000). Reîntors la Pesta pentru a-și termina studiile este foarte afectat de moartea tânărului biolog Fenichel Samuel, originar din Aiud, și hotărăște să ducă mai departe munca începută de acesta. Începe să-și pregătească marile călătorii.
În 1895 ajunge la Tășnad pentru a-și lua rămas bun de la familia reunită. În același an ajunge în Singapore de unde pornește spre Noua Guinee și insulele Bismarck, călcând pe urmele lui Fenichel și aprofundând studiile băștinașilor și a diferitelor viețuitoare din această zonă. În acești ani pentru a se odihni se duce la Singapore, la Jakarta și în Australia.
În 21 decembrie 1901 se îmbarcă spre casă, băștinașii conducându-l cu mare drag. În drum se oprește la Sri Lanka, la Bombay și în Peninsula Arabică. 
Ajuns la Budapesta în august 1902 este întâmpinat cu onoruri în gara Keleti. Dorul de familie și locurile natale îl aduc spre casă, fiind așteptat cu emoție nu doar de familie ci și de cei apropiați.
Se întoarce la Budapesta însoțit de două dintre surori sale: Erzsi și Ilona, iar prima dintre ele îl va însoți în următoarele călătorii. În 1903 vizitează Malta și Tunisia, în 1906 ajunge în Creta, Calcutta și Burma.
În perioada primului război mondial urmează ani grei din punct de vedere financiar, călătoriile fiind sistate. Ca angajat al Muzeului Național din Budapesta, în 1925 ajunge la Constantinopol și în alte locuri din Turcia.
În 1926 la Universitatea din Szeged primește titlul de doctor în științele naturii. În 1928 vizitează Bulgaria și Balcanii. Se stinge din viață la 2 septembrie 1931 la Fiume.